# Neuschönau
Neuschönau település Németországban, azon belül Bajorországban. Lakosainak száma 2180 fő (2023. december 31.). Neuschönau Sankt Oswald-Riedlhütte, Grafenau, Hohenau és Modrava községekkel határos.

## Népesség
A település népessége az elmúlt években az alábbi módon változott:
| Lakosok száma | 1059 | 2222 | 2022 | 2340 | 2232 | 2214 | 2259 | 2212 | 2182 | 2180 |
|               | 1875 | 1950 | 1975 | 2010 | 2012 | 2013 | 2015 | 2017 | 2021 | 2023 |